# Igreja de Likhauri

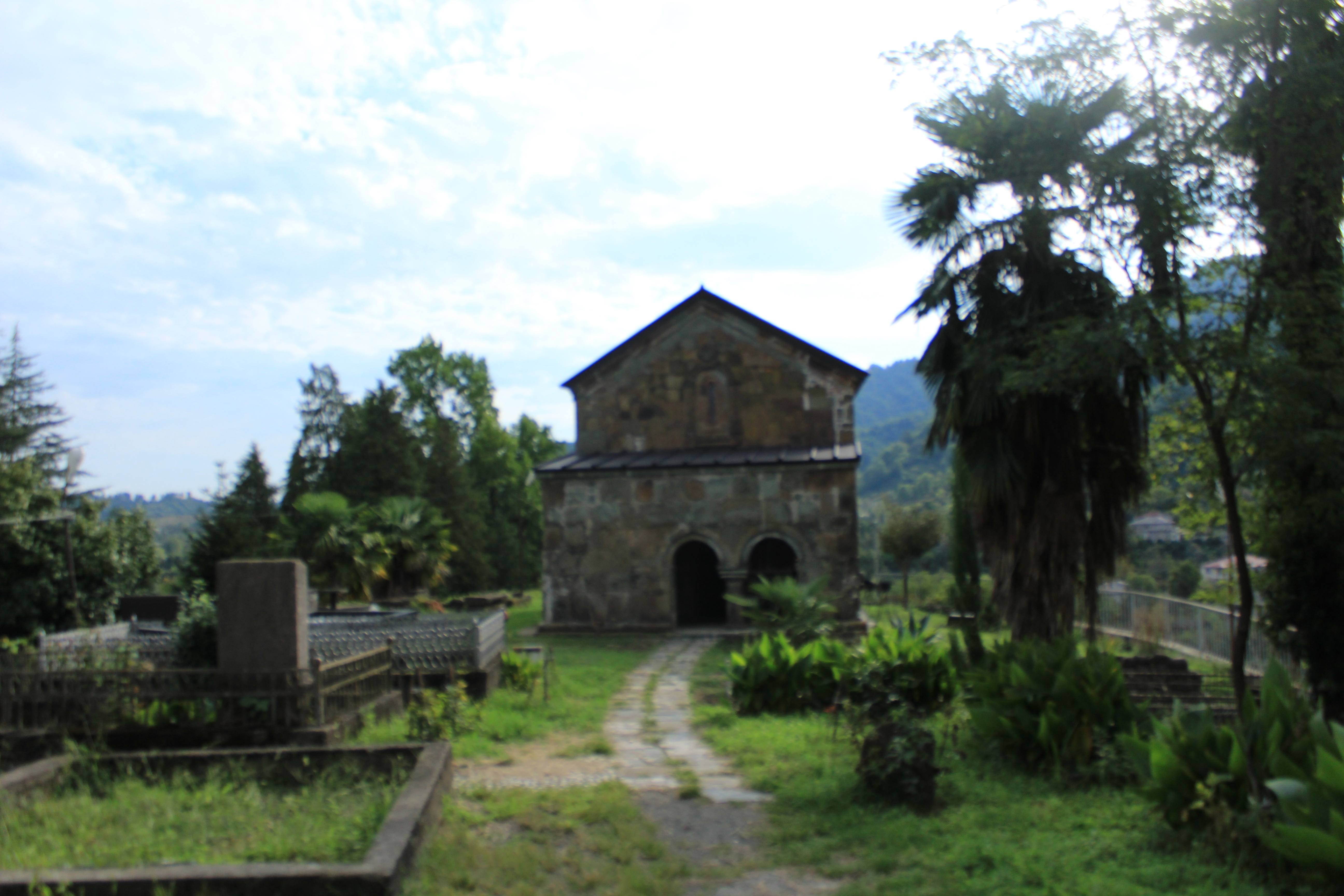
Panorama da igreja

A igreja de Likhauri (em georgiano:  ლიხაურის ღვთისმშობლის ეკლესია) é uma igreja ortodoxa, localizada no município de Osurgeti na região de Gúria, na Geórgia. Pertence à diocese de Schemokmedi. Foi construída no século XII. É considerada um monumento cultural da Geórgia. 

## História

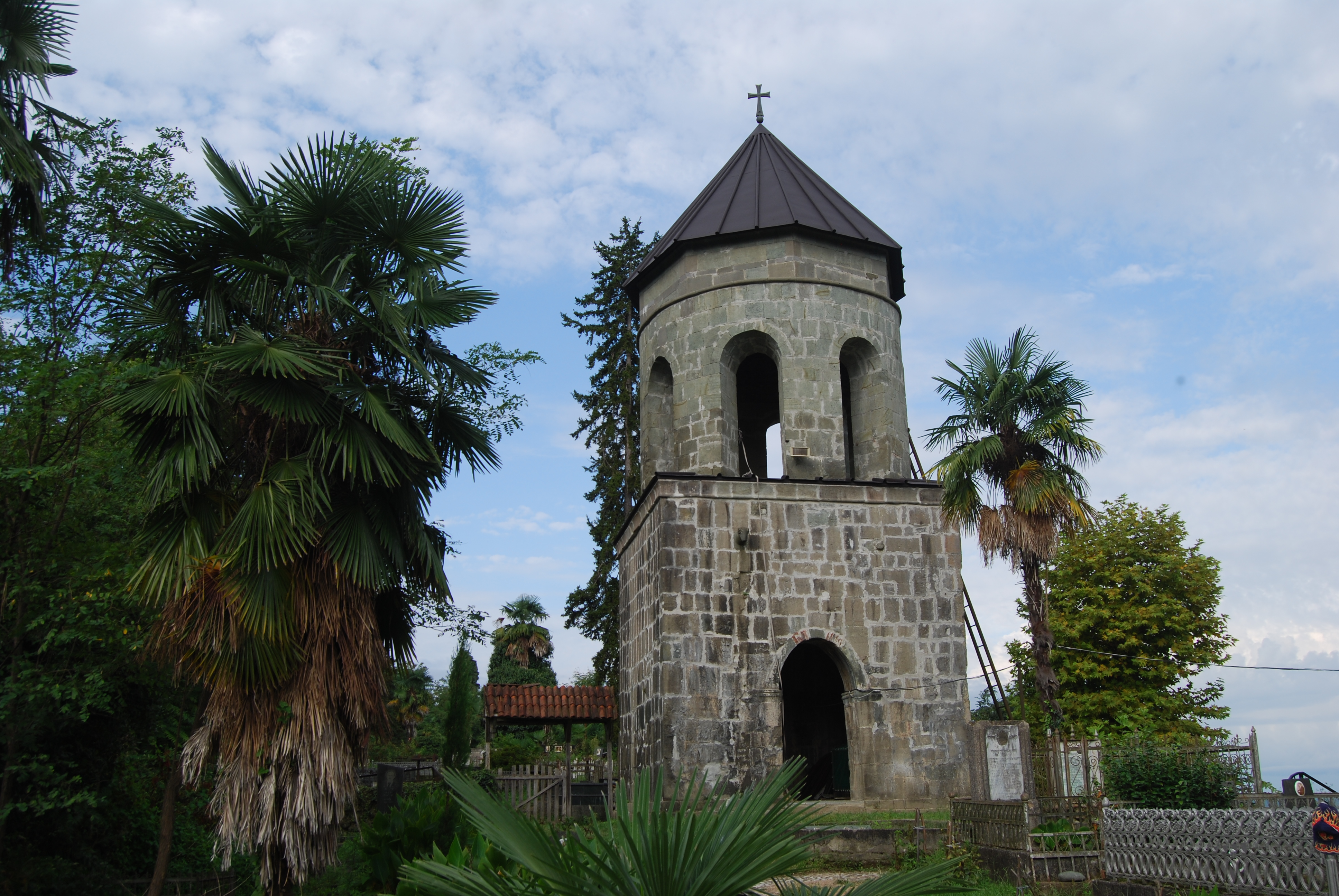
Torre sineira

Segundo os historiadores Ekvtime Takaishvili e Dimitri Bakradze, foi construída em 1352 pela dinastia Kajaberi de Gúria.
Ela está localizada no centro da cidade de Likhauri, ao lado de uma torre sineira independente construída no século XV que, como a igreja, é feita de pedra esculpida. Em uma das paredes da torre há uma inscrição no alfabeto georgiano. Na parede oriental da igreja há uma janela ricamente decorada com ornamentos geométricos e na parede ocidental há um portal. A fachada sul foi restaurada com pedra e tijolos. A restauração foi realizada com a contribuição de Jorge IV Gurieli e sua esposa, Khvaremze.
Na igreja, dois antigos manuscritos são preservados, um evangelho e o chamado Shamni (ჟამნი). 
Em 2010, foi construído um muro de concreto para proteger a igreja.

## Afrescos
A igreja foi totalmente pintada no afresco dos séculos XV e XVI. Os murais foram arrancados na primeira metade da década de 1990, quando foi pintada novamente. Seus fragmentos altamente danificados são armazenados na Academia de Arte de Tbilisi e recebem o status de objeto de patrimônio cultural. Apenas duas pinturas permanecem no templo.  